# Divinidylle
Divinidylle é o quinto álbum de estúdio da cantora francesa Vanessa Paradis. Ele foi gravado entre novembro de 2005 e junho de 2007 e lançado em agosto de 2007. Na produção do álbum, está Matthieu Chedid, que já havia participado do álbum precedente de Vanessa, Bliss. É a segunda vez que um álbum da cantora tem múltiplos compositores, incluindo a própria Vanessa. Ele inclui os sucessos "Divine Idylle" e "L'incendie". 
O nome do álbum, "Divinidylle", é a junção de duas palavras: "divine" e "idylle", significando assim o nome do álbum "divino idílio".
São estimadas, ao todo, a venda de 700.000 unidades. Por conta de seu sucesso nos países francófonos, ele foi lançado no resto da Europa.

## Lançamento e recepção
O álbum foi primeiramente disponibilizado para o download em 27 de agosto de 2007, e no dia 3 de setembro chegou às lojas na França, Bélgica e Suíça.
A recepção da crítica foi positiva com o site Allmusic sugerindo que esse seria o melhor álbum de Vanessa até então. 
Na classificação anual francesa de melhores vendas em 2007, Divinidylle ficou com a 9ª posição.

## Faixas
| #   | Título                                                                               | Compositor(es)                                                    | Duração |
| --- | ------------------------------------------------------------------------------------ | ----------------------------------------------------------------- | ------- |
| 1.  | "Divine Idylle"                                                                      | Marcel Kanche, Georges Kretek, Matthieu Chedid                    | 2:42    |
| 2.  | "Chet Baker"                                                                         | Jean Fauque, Matthieu Chedid                                      | 2:59    |
| 3.  | "Les Piles" (dueto com Matthieu Chedid)                                              | Thomas Fersen                                                     | 2:47    |
| 4.  | "Dès que j'te vois"                                                                  | Matthieu Chedid                                                   | 3:24    |
| 5.  | "Les Revenants"                                                                      | Franck Monnet, Vanessa Paradis                                    | 3:37    |
| 6.  | "Junior suite"                                                                       | Didier Golemanas, Alain Chamfort                                  | 3:30    |
| 7.  | "L'Incendie"                                                                         | Didier Golemanas, Serge Ubrette, Vanessa Paradis, Matthieu Chedid | 3:26    |
| 8.  | "Irrésistiblement"                                                                   | Brigitte Fontaine, Matthieu Chedid                                | 2:51    |
| 9.  | "La Bataille"                                                                        | Franck Monnet, Vanessa Paradis                                    | 2:22    |
| 10. | "La Mélodie"                                                                         | Franck Monnet, Vanessa Paradis                                    | 2:58    |
| 11. | "Jackadi"                                                                            | Vanessa Paradis                                                   | 3:02    |
| 12. | "I Wouldn't Dare" (Faixa bônus para o Japão)                                         | Bill Carter, Ruth Ellsworth                                       | 4:29    |
| 13. | "Abracadabra" (Faixa bônus para a França na edição especial de natal)                | Franck Monnet, Matthieu Chedid                                    | 2:57    |
| 14. | "Emmenez-moi" (Faixa bônus para o Japão e para a França na edição especial de natal) | Charles Aznavour                                                  | 3:22    |

## Singles
3 singles foram comercializados a partir do álbum, mas apenas digitalmente:
- "Divine idylle" - Lançado em junho de 2007 (número 2 das melhores vendas de single para o download digital).
- "Dès que j'te vois" - Lançado em novembro de 2007 (número 6 das melhores vendas de single para o download digital).
- "L'incendie" - Lançado em fevereiro de 2008.

## Turnê
O álbum originou a sua terceira turnê, a Divinidylle Tour, entre 2007 e 2008. As versões ao vivo estão disponíveis nos CD e DVD Divinidylle Tour.

## Comentários
- O então companheiro da cantora, o ator americano Johnny Depp, fez a capa do álbum e dirigiu o videoclipe de "L'incendie".
- Assim como sua filha participou do álbum Bliss, seu filho John "Jack" Christopher Depp III participa de Divinidylle na faixa "Jackadi", escrita em sua homenagem.
- A cantora taiwanesa Jolin Tsai fez um cover da faixa "Divine idylle" sob o nome de "Love Attraction".
- O álbum foi lançado numa versão especial que vinha acompanhado de um booklet com fotos[3].

## Premiações
Divinidylle ganhou o prêmio Victoire de la musique de álbum do ano 2008.
Ele também foi nomeado na categoria álbum francófono do ano no 9º NRJ Music Awards.

## Desempenho

### Álbum
| Chart (2007)                    | Melhor posição |
| ------------------------------- | -------------- |
| Swiss Albums Chart              | 6              |
| French Albums Chart             | 1              |
| Belgian Albums Chart (Wallonia) | 1              |
| European Top 100 Albums         | 14             |

### Singles
| Ano  | Single              | Chart                          | Melhor posição |
| ---- | ------------------- | ------------------------------ | -------------- |
| 2007 | "Divine idylle"     | Swiss Singles Charts           | 53             |
| 2007 | "Divine idylle"     | French Singles Download Charts | 2              |
| 2007 | "Divine idylle"     | Belgium (Wallonia)             | 5              |
| 2007 | "Divine idylle"     | Belgium (Flanders)             | 38             |
| 2008 | "Dès que j'te vois" | Belgium (Wallonia)             | 27             |
| 2008 | "Dès que j'te vois" | French Top Singles             | 5              |
| 2008 | "L'incendie"        | Belgium (Wallonia)             | 14             |

### Certificações
| País    | Provedor   | Certificação | Vendas certificadas |
| Bélgica | BEA        | Ouro         | 30.000              |
| França  | SNEP       | 2× Platina   | 600.000             |
| Suíça   | IFPI Suiza | Ouro         | 20.000              |